# 英國邊境管理局
英國邊境管理局（英語：UK Border Agency）是一個已廢除的英國政府邊境管制機構，屬於內政部。2008年4月1日作為一個執行機構成立，是由邊境和移民管理局、UKvisas以及稅務海關總署合併而成的。
其下主要分為四個部門，分別負責運營、移民和定居、國際運營以及簽證和法律執行。
該機構被議會專員批為長期服務不佳、積壓數千樁案件并受到大量抱怨。而這些抱怨主要來自移民申請者和難民。
2013年3月26日，英國內政部的文翠珊宣佈該機構將被廢除，工作交由內政部直接負責。31日撤銷其執行機構的地位。原機構的職能被分成管理簽證和移民的和管理移民法律執行的兩個不同組織。

## 外部連結
- 官方网站